# Mayra Aguiar
Mayra Aguiar da Silva (Porto Alegre, 3 augustus 1991) is een judoka uit Brazilië, die haar vaderland viermaal op rij vertegenwoordigde bij de Olympische Spelen: in 2008 (Peking), 2012 (Londen), 2016 (Rio de Janeiro) en 2020 (Tokio). Bij de laatste drie toernooien won zij telkens een bronzen medaille in haar gewichtsklasse.

## Erelijst

### Olympische Spelen
- 2012 – Londen, Verenigd Koninkrijk (– 78 kg)
- 2016 – Rio de Janeiro, Brazilië (– 78 kg)
- 2020 – Tokio, Japan (– 78 kg)

### Wereldkampioenschappen
- 2010 – Tokio, Japan (– 78 kg)
- 2011 – Parijs, Frankrijk (– 78 kg)
- 2013 – Rio de Janeiro, Brazilië (– 78 kg)
- 2014 – Tsjeljabinsk, Rusland (– 78 kg)
- 2017 – Boedapest, Hongarije (– 78 kg)
- 2019 – Tokio, Japan (– 78 kg)
- 2022 – Tasjkent, Oezbekistan (– 78 kg)

### Pan-Amerikaanse Spelen
- 2007 – Rio de Janeiro, Brazilië (– 78 kg)
- 2011 – Guadalajara, Mexico (– 78 kg)
- 2015 – Toronto, Canada (– 78 kg)
- 2019 – Lima, Peru (– 78 kg)

### Pan-Amerikaanse kampioenschappen
- 2007 – Montreal, Canada (– 70 kg)
- 2008 – Miami, Verenigde Staten (– 70 kg)
- 2010 – San Salvador, El Salvador (– 78 kg)
- 2011 – Guadalajara, Mexico (– 78 kg)
- 2012 – Montreal, Canada (– 78 kg)
- 2013 – San José, Costa Rica (– 78 kg)
- 2015 – Edmonton, Canada (– 78 kg)
- 2016 – Havana, Cuba (– 78 kg)